# Charles Barrington
Charles Barrington (* 5. Oktober 1834 in Bray; † 20. April 1901 in Dublin) war ein irischer Kaufmann und Gelegenheits-Bergsteiger. 1858 gelang ihm zusammen mit den Schweizer Bergführern Christian Almer und Peter Bohren die Erstbesteigung des Eigers. Es war seine erste und einzige Reise in die Alpen. Seine eigentliche Leidenschaft galt Pferderennen – sein Pferd Sir Robert Peel gewann 1873 das erste Irish Grand National. Barrington war mit Sarah Leadbeater verheiratet und hatte drei Kinder.

## Alpinismus
Die Erstbesteigung des Eigers fiel in eine Zeit, als Bergsteigen in Großbritannien an Popularität gewann. Mit den beiden Bergführern unternahm Barrington zunächst Touren über den Pass Strahlegg (3315 m ü. M.) und auf die Jungfrau (4158 m ü. M.). Außerdem ist die Episode überliefert, dass der Ire auch das Matterhorn (4478 m ü. M.) zu besteigen versuchen wollte, aber aus finanziellen Gründen nicht nach Zermatt reisen konnte.
Am 11. August 1858 begann die Unternehmung am Eiger (3967 m ü. M.) um halb vier Uhr morgens. Laut einem Brief Barringtons an seinen Bruder übernahm der Ire an einer zuvor zweimal erfolglos versuchten Schlüsselstelle die Führung. Die Schweizer weigerten sich zunächst, diese Route zu nehmen, doch sie folgten schließlich im Nachstieg. In nebligem Wetter erreichte das Trio um 12 Uhr den Gipfel und verweilte dort 10 Minuten. Der Abstieg erfolgte über den Aufstiegsweg.